# David M. Key

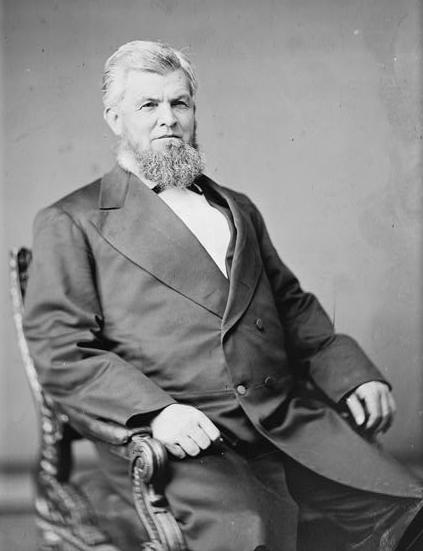
David M. Key

David McKendree Key (* 27. Januar 1824 in Greeneville, Tennessee; † 3. Februar 1900 in Chattanooga, Tennessee) war ein US-amerikanischer Politiker, der dem Kabinett des republikanischen US-Präsidenten Rutherford B. Hayes als Postminister angehörte.
David Key, als Sohn eines Geistlichen im Greene County geboren, war noch ein kleines Kind, als seine Familie ins Monroe County zog, wo er aufwuchs. Er besuchte das Hiwassee College in Madisonville und graduierte dort 1850. Noch im selben Jahr wurde er in die Anwaltskammer aufgenommen. In der Folge arbeitete er als Jurist in Madisonville und Kingston, ehe er sich 1853 in Chattanooga niederließ. 1857 heiratete er Elizabeth Lenoir, mit der er neun Kinder hatte.
Beim Ausbruch des Bürgerkrieges trat Key dem Konföderiertenheer bei und diente im 43. Infanterieregiment von Tennessee. Nach Kriegsende verließ er die Armee als Lieutenant Colonel und arbeitete bis 1868 wieder als Anwalt.
1870 gehörte Key dem staatlichen Verfassungskonvent von 1870 an, der die heute noch gültige Verfassung von Tennessee schuf. Im selben Jahr wurde er zum Richter am Court of chancery des Bezirks Chattanooga gewählt. Er behielt dieses Amt auch, als er 1872 vergeblich einen Sitz im US-Repräsentantenhaus zu erringen versuchte. Erst 1875 gab er der Politik den Vorzug und trat als Richter zurück, nachdem ihn Gouverneur James Porter zum Nachfolger des verstorbenen ehemaligen US-Präsidenten Andrew Johnson im US-Senat bestimmt hatte. Bereits bei der nächsten Wahl durch die Tennessee General Assembly im Jahr 1877 musste er den Senatssitz wieder abtreten.
Er war jedoch weiterhin in Washington politisch aktiv. Ebenfalls noch 1877 berief ihn Präsident Hayes als Postmaster General in sein Kabinett, wo er bis zum 25. August 1880 verblieb. Seine Nominierung war eine Folge des Kompromisses von 1877, wonach der Einfluss der Demokratischen Partei auch in den republikanisch dominierten Kabinetten gewahrt bleiben sollte. Später nahm er die Berufung zum Richter am Bundesbezirksgericht für Ost- und Mittel-Tennessee an.